# Migliori prestazioni italiane negli 800 metri piani

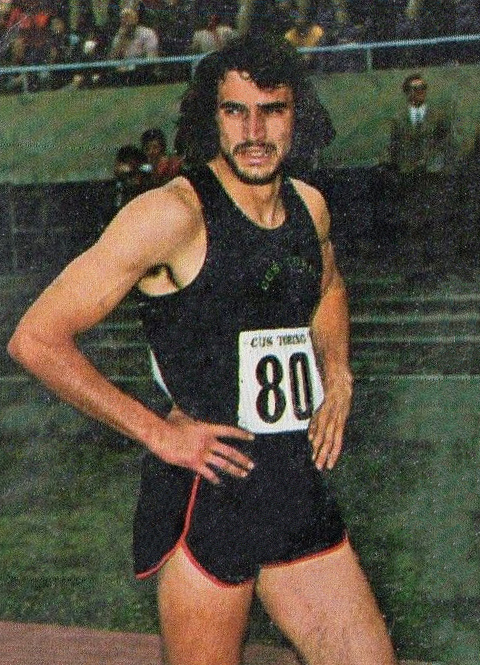
Marcello Fiasconaro, primatista italiano degli 800 m outdoor

Gabriella Dorio, detentrice del record nazionale outdoor degli 800 m

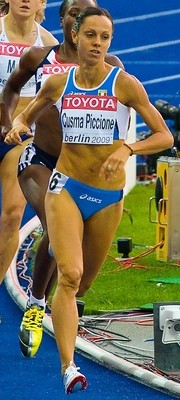
Elisa Cusma, primatista italiana degli 800 m indoor

La lista delle migliori prestazioni italiane negli 800 metri piani, aggiornata periodicamente dalla Federazione Italiana di Atletica Leggera, raccoglie i migliori risultati di tutti i tempi degli atleti italiani nella specialità degli 800 metri piani.

## Maschili outdoor
Statistiche aggiornate al 4 luglio 2025.
|     | Tempo    | Atleta              | Luogo    | Data             |
| --- | -------- | ------------------- | -------- | ---------------- |
| 1.  | 1'43"7 m | Marcello Fiasconaro | Milano   | 27 giugno 1973   |
| 1.  | 1'43"74  | Andrea Longo        | Rieti    | 3 settembre 2000 |
| 3.  | 1'43"75  | Catalin Tecuceanu   | Monaco   | 12 luglio 2024   |
| 4.  | 1'43"88  | Donato Sabia        | Firenze  | 13 giugno 1984   |
| 5.  | 1'43"92  | Andrea Benvenuti    | Monaco   | 11 agosto 1992   |
| 6.  | 1'43"95  | Giuseppe D'Urso     | Roma     | 5 giugno 1996    |
| 7.  | 1'44"06  | Francesco Pernici   | Bergen   | 18 luglio 2025   |
| 8.  | 1'44"34  | Simone Barontini    | Budapest | 24 agosto 2023   |
| 9.  | 1'44"67  | Giordano Benedetti  | Roma     | 6 giugno 2013    |
| 10. | 1'44"78  | Andrea Giocondi     | Zurigo   | 13 agosto 1996   |

## Femminili outdoor
Statistiche aggiornate al 15 luglio 2025.
|     | Tempo   | Atleta             | Luogo   | Data             |
| --- | ------- | ------------------ | ------- | ---------------- |
| 1.  | 1'57"66 | Gabriella Dorio    | Pisa    | 5 luglio 1980    |
| 2.  | 1'58"63 | Elisa Cusma        | Osaka   | 26 agosto 2007   |
| 3.  | 1'58"64 | Eloisa Coiro       | Rabat   | 25 maggio 2025   |
| 4.  | 1'58"97 | Elena Bellò        | Roma    | 9 giugno 2022    |
| 5.  | 1'59"45 | Marta Zenoni       | Brescia | 15 luglio 2025   |
| 6.  | 1'59"51 | Fabia Trabaldo     | Caserta | 11 giugno 1992   |
| 7.  | 1'59"96 | Patrizia Spuri     | Rieti   | 30 agosto 1998   |
| 8.  | 2'00"04 | Yusneysi Santiusti | Monaco  | 15 luglio 2016   |
| 9.  | 2'00"36 | Agnese Possamai    | Pisa    | 5 luglio 1980    |
| 10. | 2'00"58 | Federica Del Buono | Rieti   | 7 settembre 2014 |

## Maschili indoor
Statistiche aggiornate al 20 febbraio 2023.
|     | Tempo   | Atleta            | Luogo      | Data             |
| --- | ------- | ----------------- | ---------- | ---------------- |
| 1.  | 1'45"00 | Catalin Tecuceanu | Madrid     | 23 febbraio 2024 |
| 2.  | 1'45"44 | Giuseppe D'Urso   | Genova     | 17 febbraio 1993 |
| 3.  | 1'46"37 | Carlo Grippo      | Milano     | 24 febbraio 1977 |
| 4.  | 1'46"47 | Tonino Viali      | Genova     | 29 febbraio 1992 |
| 5.  | 1'46"76 | Marco Chiavarini  | Genova     | 28 gennaio 1995  |
| 6.  | 1'46"82 | Simone Barontini  | Ancona     | 19 febbraio 2023 |
| 7.  | 1'46"87 | Amos Rota         | Genova     | 17 febbraio 1993 |
| 8.  | 1'47"26 | Davide Cadoni     | Genova     | 14 febbraio 1998 |
| 9.  | 1'47"39 | Federico Riva     | Ancona     | 19 febbraio 2023 |
| 10. | 1'47"43 | Andrea Giocondi   | Birmingham | 15 febbraio 1998 |

## Femminili indoor
Statistiche aggiornate al 16 febbraio 2023.
|     | Tempo   | Atleta           | Luogo     | Data             |
| --- | ------- | ---------------- | --------- | ---------------- |
| 1.  | 1'59"25 | Elisa Cusma      | Karlsruhe | 15 febbraio 2009 |
| 2.  | 2'00"85 | Gabriella Dorio  | Parigi    | 6 febbraio 1982  |
| 3.  | 2'01"07 | Gaia Sabbatini   | Ancona    | 27 febbraio 2022 |
| 4.  | 2'01"45 | Elena Bellò      | Ancona    | 27 febbraio 2022 |
| 5.  | 2'02"07 | Eloisa Coiro     | Metz      | 11 febbraio 2023 |
| 6.  | 2'02"71 | Irene Baldessari | Vienna    | 30 gennaio 2021  |
| 7.  | 2'03"10 | Alexia Oberstolz | Vienna    | 31 gennaio 2006  |
| 8.  | 2'03"17 | Nicoletta Tozzi  | Genova    | 13 febbraio 1993 |
| 9.  | 2'03"29 | Fabia Trabaldo   | Genova    | 1º febbraio 1992 |
| 10. | 2'03"61 | Stefania Savi    | Genova    | 13 febbraio 1993 |